# Västra Sönnarslövs distrikt
Västra Sönnarslövs distrikt är ett distrikt i Klippans kommun och Skåne län. 
Distriktet ligger sydväst om Klippan. 

## Tidigare administrativ tillhörighet
Distriktet inrättades 2016 och utgörs av en del av området som Klippans köping omfattade till 1971, delen som före 1952 utgjorde Västra Sönnarslövs socken.
Området motsvarar den omfattning Västra Sönnarslövs församling hade vid årsskiftet 1999/2000.